# Acido rumenico
L'acido rumenico è un acido linoleico coniugato che si trova nei lipidi dei ruminanti e nei latticini. 
È il principale acido grasso, con legami cis e trans contigui, che possiamo assumere con l'alimentazione.
Si forma nel rumine come intermedio durante la idrogenazione dell'acido linoleico ad opera del Butyrivibrio fibrisolvens ed altri batteri.

## Effetti sulla salute
Molte ricerche individuano negli acidi linoleici coniugati di cui il ruminico è l'isomero predominante vari effetti sulla salute.
Gli effetti più significativi e discussi sarebbero:
- anti-obesità,
- anti-carcinogenico,
- anti-aterogenico,
- anti-diabetogenico,
- immunomodulatore,
- apoptotico,
- osteosintetico.

Per questi presunti effetti sulla salute l'acido rumenico è stato utilizzato come integratore alimentare ed è stato promosso il consumo di alimenti arricchiti di acido rumenico e altri acidi linoleici coniugati.
Non mancano però anche sospetti su potenziali effetti avversi.
L'EFSA, Autorità Europea per la Sicurezza Alimentare, ha pubblicato una sua opinione scientifica  sui claim salutistici relativi agli integratori con acidi linoleici coniugati, specificando che non è dimostrata una relazione causa-effetto tra il consumo di una miscela equimolare di acido rumenico e acido t10, c12 linoleico e
- il mantenimento o il raggiungimento di un normale peso corporeo
- l'aumento della massa magra
- l'aumento della sensibilità all'insulina
- la protezione del DNA, proteine o lipida dai danni ossidativi
- un contributo alle difese immunitarie stimolando la produzione di anticorpi protettivi in risposta alla vaccinazione.

Conseguentemente nella UE questi claim salutistici non sono ammissibili.